# Amphiodia akosmos
Amphiodia akosmos är en ormstjärneart som beskrevs av Hendler och Bundrick 200. Amphiodia akosmos ingår i släktet Amphiodia och familjen trådormstjärnor. Inga underarter finns listade i Catalogue of Life.